# Trichey
Trichey település Franciaországban, Yonne megyében. Lakosainak száma 43 fő (2022. január 1.). Trichey Étourvy, Thorey, Rugny, Arthonnay, Mélisey és Quincerot községekkel határos.

## Népesség
A település népessége az elmúlt években az alábbi módon változott:
| Lakosok száma | 39   | 42   | 45   | 42   | 42   | 41   | 42   | 42   | 43   |
|               | 2013 | 2015 | 2016 | 2017 | 2018 | 2019 | 2020 | 2021 | 2022 |